# 9472 Bruges
9472 Bruges este un asteroid din centura principală de asteroizi.

## Descriere
9472 Bruges este un asteroid din centura principală de asteroizi. A fost descoperit pe 26 iulie 1998 la Observatorul La Silla de Eric Walter Elst. El prezintă o orbită caracterizată de o semiaxă mare de 3,06 ua, o excentricitate de 0,16 și o înclinație de 1,1° în raport cu ecliptica.